# Teodoro l'Ateo
Teodoro di Cirene (prima del 340 a.C. – 250 a.C. circa) è stato un filosofo greco antico, noto nell'antichità come l'Ateo, per il suo atteggiamento intellettuale nei confronti della religione.

## Biografia
Teodoro, discepolo di Aristippo di Cirene, fu esponente della scuola cirenaica, anche se alcuni caratteri, come il cosmopolitismo, la svalutazione dell'amicizia, la difesa di un atteggiamento libero in materia di rapporti sessuali, lo avvicinano di più alla scuola cinica. 
Per il suo atteggiamento polemico verso la religione fu soprannominato ο άθεος, l'ateo, e bandito da Atene. 
Dalle testimonianze non siamo sicuri se negasse in linea di principio l'esistenza della divinità oppure solo la credenza negli dei greci della mitologia. Abbagnano, a tal proposito, sostiene che la filosofia di Teodoro negasse ogni forma di divinità.
Oltre agli dèi egli rifiutò anche il concetto di patria:

## Opere
- Marek Winiarczyk (ed.), Diagorae Melii et Theodori Cyrenaei reliquiae, Leipzig, 1981 (Bibliotheca Scriptorum Graecorum et Romanorum Teubneriana).